# Iglesia de la Transfiguración (Ramala)
La Iglesia de la Transfiguración o la Iglesia ortodoxa de Ramala es un edificio religioso en Ramala, Cisjordania que fue inaugurado en 1852. La Basílica es de estilo bizantino. La iglesia contiene utensilios sagrados e iconos antiguos, algunos de los cuales datan de 1830 y fueron trasladados a la iglesia después de la destrucción de iglesias pequeñas en Ramala a consecuencia de la persecución y varias guerras.
En el convento de la transfiguración esta el liderazgo espiritual de todos los distritos de Ramala. El líder del convento es el representante del patriarcado, ya que la congregación ortodoxa está bajo la dirección del Patriarcado Ortodoxo de Jerusalén. Las personas que oran en esta iglesia son principalmente los residentes de Ramala y las aldeas circundantes.